# Principio de normalización
El principio de normalización es un principio educativo nacido en la década de los 50s del siglo XX en Dinamarca, que se extiende por los países escandinavos a raíz de la declaración de las Naciones Unidas de 1971, y seguidamente por toda Europa y América del norte. Wolfensberger lo definió en 1972 como "la utilización de medios, culturalmente tan normativos como es posible, en orden a establecer y/o mantener conductas y características personales que son tan culturalmente normativas como es posible". La formulación de este principio partió de la intención de favorecer la vida de las personas con deficiencia mental, por lo que desde entonces ha sido adoptado como principio de las políticas de igualdad para la ciudadanía en diversidad de países, extendiéndose a otros colectivos en riesgo de marginación. Sin embargo, con el paso de los años ha demostrado su insuficiencia, dejando paso a otros principios como el de inclusión o los  paradigmas de apoyos y de calidad de vida.

## Historia y desarrollo
En 1955, Niels Bank-Mikkelsen, Director del Servicio Danés para el Retraso Mental, propuso un nuevo principio al que denominó "normalización", definiéndolo como "La posibilidad de que los deficientes mentales lleven una existencia tan próxima a lo normal como sea posible". Este principio sería adoptado por la normativa danesa en 1959. Más tarde, en 1969, el director de la Asociación Sueca para Niños Retrasados B. Nirje lo reformuló de la siguiente manera: "Hacer accesibles a los deficientes mentales las pautas y condiciones de la vida cotidiana que sean tan próximos como sea posible a las normas y pautas del cuerpo principal de la sociedad".
En 1971, una declaración de las Naciones Unidas propuso que los sujetos deficientes se habían de integrar en la sociedad "gozando en la medida que sea posible de los mismos derechos que los otros seres humanos". Esta propuesta fue secundada en seguida por los países escandinavos de acuerdo con el principio de Bank-Mikkelsen. En 1972, Wolfensberger definió la normalización como "la utilización de medios, culturalmente tan normativos como es posible, en orden a establecer y/o mantener conductas y características personales que son tan culturalmente normativas como es posible". Así formulado, buscaba proporcionar a las personas devaluadas socialmente la dignidad completa que les corresponde por derecho propio.
De esta manera, el principio de normalización ha ido desempeñando en occidente un papel fundamental en el desarrollo de políticas educativas y sociales conducentes a la integración. En concreto, se introdujo como principio rector para suprimir los efectos colaterales negativos que en su momento tenía la educación especial desde el punto de vista social.
Sin embargo, se estableció una dicotomía entre educación especial y normalización que no tenía en cuenta los beneficios de aquella, debate que de algún modo continúa hasta nuestros días.

## Limitaciones
A pesar del importante papel que el principio de normalización ha jugado en el desarrollo del concepto de integración escolar, sus limitaciones provienen principalmente de los siguientes factores:
- Olvidar a menudo la especificidad de las ayudas que necesitan las personas deficientes. La integración así promovida implicaba el traslado a unas instalaciones «normales» o «normalizadas», sin ningún tipo de modificación sustancial para atender a las necesidades educativas especiales de estos niños.[7]
- No respetar la diversidad de partida de los individuos, cayendo muchas veces en la persecución utópica de unos modelos de persona y sociedad «normales», difíciles de definir al margen de ideologías y prejuicios.[8]
- La integración escolar propuesta no fue seguida de estudios e investigaciones rigurosos desde el punto de vista metodológico y científico, sirviendo a menudo como un simple posicionamiento de grupos políticos y de presión frente a otras posiciones tildadas de más conservadoras o tradicionalistas.[2]

## Nuevas formulaciones
En la formulación "clásica" del principio de normalización, es el sujeto con discapacidad quien tiene que realizar los esfuerzos necesarios para lograr acercarse a su medio. Pero, poco a poco, comienza a existir una conciencia cada vez mayor de la necesidad de que también el medio debe adaptarse a los individuos. Esto es especialmente importante cuando se trata de implementar políticas que luego se traducen en intervenciones educativas a nivel escolar.
De ahí que diversos autores comienzan a defender que, para que se dé una verdadera igualdad de oportunidades y derechos para las personas que presentan algún tipo de hándicap, el concepto mismo de normalización resulta obsoleto, cuando no contraproducente. Además, hay casos extremos en los que la integración propiamente dicha no es posible, y también para ellos debe procurarse una igualdad de derechos y oportunidades. Esto dará lugar al concepto más amplio de inclusión, que trata de evitar cualquier tipo de exclusión de las personas de los procesos educativos y las políticas sociales, evitando la segregación de individuos. Así, se desarrolla un nuevo paradigma de intervención educativa unido al concepto de inclusión (educativa, laboral y social) de los individuos, basado más en las modificaciones ambientales que en un supuesto modelo de normalidad. Aparecen así planteamientos y programas innovadores como los de escuela inclusiva (escuela para todos), el "empleo con apoyo" y la "vida con apoyo", que desembocan en el paradigma de apoyos y calidad de vida. La inclusión respeta la diversidad legítima de características de los individuos y sus necesidades, promoviendo la integración cuando esta es posible, y sin desdeñar los beneficios —a menudo imprescindibles— de la educación especial. De esta manera, pone el acento en la superación de las barreras personales y sociales a través del desarrollo de las potencialidades del individuo (para lo que se han de gestionar los apoyos y las modificaciones ambientales oportunas) y en su calidad de vida.